# 朝香雅恵
朝香 雅恵（あさか まさえ、1962年1月24日 - ）は日本の女性声優、女優、ナレーター。沖縄県出身。旧芸名は前田 雅恵（まえだ まさえ）。以前はNPSテアトル、ゆーりんプロに所属していた。

## 出演

### テレビアニメ
1984年
- 魔法の妖精ペルシャ（清美、幼いサチコ、看護婦、女生徒A、婦人警官）

1985年
- おねがい!サミアどん
- タッチ（女生徒B、アナウンサー）
- 魔法のスターマジカルエミ（子供A、女生徒）

1986年
- あんみつ姫（かのこ）

1988年
- エスパー魔美
- のらくろクン

1989年
- おぼっちゃまくん（1989年 - 1991年、生徒B、貧保耐吾、女の子(2)、クラスメイトA、カメC 他）
- 昆虫物語 みなしごハッチ（1989年 - 1990年、テントリーヌ、子供(C)、ミミ、ハナアブの子供(C) 他）
- シティーハンター3（女C）
- ビリ犬なんでも商会（女の子B）

1990年
- 魔法のエンジェルスイートミント（女の子）
- YAWARA! a fashionable judo girl!（女性講師）

1992年
- サラダ十勇士トマトマン（ピーマンシスター）

2008年
- ドラえもん（テレビ朝日版第2期）（オバア）

2021年
- プラオレ!〜PRIDE OF ORANGE〜（野原敬子）

### OVA
1986年
- 魔法のスターマジカルエミ 蝉時雨（子供たち）

1991年
- ねこ・ねこ・幻想曲（花屋）

1992年
- キティとミミィのハッピーバースデー（クロ）

### 劇場アニメ
1986年
- タッチ 背番号のないエース（ウグイス嬢）
- タッチ2 さよならの贈り物（ウグイス嬢）

1987年
- タッチ3 君が通り過ぎたあとに（ウグイス嬢）

1989年
- ドラえもん のび太の日本誕生（女の子B）

### 吹き替え
- ザ・スタンド
- スヌーピーとチャーリーブラウン（ペパーミント・パティ）

### その他
- サンリオキャラクター ノラネコランド（クロ）